# Mancipatio

La mancipatio, en droit romain, est un contrat verbal par lequel est transférée la propriété de certains biens, appelés res mancipi (ceux-ci sont les biens de productions majeurs tels les esclaves, les biens immobiliers et les animaux de traits). L’étymologie du mot, où figurent le latin manus, la main, et capio, prendre, indique qu’il s’agit de prendre avec la main la chose dont on se rend acquéreur, cette formalité étant accompagnée de certaines solennités.
Cicéron utilise le terme Mancipium comme synonyme de Mancipatio,.
Selon Gaius, « la Mancipatio est effectuée en présence de pas moins de cinq témoins, qui doivent être des citoyens romains et de l'âge de la puberté, et également en présence d'une autre personne de la même condition, qui tient une balance et un lingot d'airain et par conséquent s'appelle Libripens. Il faut en outre préciser que le porteur de balance avait une utilité avant l'apparition de la monnaie à Rome, ensuite, son rôle est devenu purement protocolaire.
L'acheteur, s'emparant du bien, dit : « Par le droit des Quirites, j'affirme que cet esclave est le mien, et il est acheté par moi avec cette pièce de monnaie et cette balance de bronze ». Il frappe alors la balance avec la pièce de monnaie et la donne au vendeur comme symbole du prix. Cette courte formalité est une vente simulée, préliminaire à l'acte de vente proprement dit.
Ce mode de transfert s'applique aussi bien aux esclaves, qu'au cheptel ou aux terres. La présence des deux parties est obligatoire. L'acquisition du bien ne se fait pas lors de la mancipatio, mais ensuite, lors d'un acte séparé. L'acte de vendre, de la part de celui qui transfère la propriété d'un bien, s'appelle mancipio dare, tandis que l'acte d'acheter pour celui qui acquiert la propriété, est appelé mancipio accipere.
Ce type de contrat existe dans la Rome antique avant la Loi des Douze Tables, et celle-ci y fait référence :

« nex ... forti sanati ... — nexo solutoque, forti sanatique idem jus esto
Que ceux qui sont engagés (par nexum ou mancipium) et ceux qui sont dégagés aient le même droit. »

— Festus, De la signification des mots, Livre XVII, sanates

« cum nexum faciet mancipiumque, uti lingua nuncupassit, ita ius esto.
Lorsqu'on fait nexum ou mancipium, et qu'on le déclare oralement, le droit est donné. »

— Festus, De la signification des mots, Livre XII, nuncupata pecunia
Ce transfert de propriété était également utilisé par les pères de familles (paterfamilias), seuls à pouvoir poser des actes juridiques, pour émanciper leur fils. En effet, une règle de la Loi des Douze Tables prévoyait qu'un père qui vendait son fils trois fois perdait son autorité paternelle; il suffisait donc pour un père de vendre 3 fois son fils à un ami qui l'affranchissait systématiquement pour que le fils soit libéré de l'autorité du père et puisse poser lui-même des actes juridiques.

## Sources